# جوزيف بيرك (سياسي)
جوزيف بيرك هو سياسي كندي، ولد في 12 نوفمبر 1853.